# نعناسانان
نعناسانان (نام علمی: Lamiales) یکی از راسته‌های گیاهان است.
نعناسانان راسته‌ای از دولپه‌ای‌های پیوسته‌گلبرگ با حدود ۱۱۰۰۰ گونه در ده تیره است که تخمدان فوقانی آن‌ها متشکل از دو برچهٔ پیوسته و پنج گلبرگ است که لوله‌ای در قاعده ایجاد می‌کند.
از ویژگی‌های اغلب تیره‌های این راسته داشتن جام با تقارن دوطرفه و اغلب دولبه‌ای و چهار پرچم زایا یا کمتر است.
تمام گیاهان این راسته دولپه ای هستند.